# 中津町站
中津町站（日语：／ Nakatsumachi eki */?）是位於岐阜縣中津川市北野町，北惠那鐵道北惠那鐵道線的鐵路車站（廢站）。在西邊約300米設有中央本線中津川站。

## 概要
此站是北惠那鐵道中心車站。該處設有北惠那鐵道總部、車廠和運輸基地。車站範圍較大。車站名稱取自當時的町名（惠那郡中津町）。但是町名的讀法為，站名的讀法為。
北惠那鐵道與日本國有鐵道（國鐵）簽訂了聯合運輸合約，在中津町站和中津川站之間敷設了約500米長的貨物聯絡線。國鐵貨車會駛入北惠那鐵道線。但係該段沒有客運業務，旅客需要步行5分鐘轉乘。

## 歷史
- 1924年（大正13年）8月5日：北惠那鐵道線開通，此站啟用[1]。
- 1942年（昭和17年）：北惠那鐵道總部從名古屋市遷移至此站站舍2樓。
- 1957年（昭和32年）：站內新設變電站。
- 1963年（昭和38年）
  - 1月16日：木曾川橋樑進行橋躉加高工程。此站至惠那峽口之間暫停營業，安排了巴士代行。
  - 4月1日：此站至惠那峽口重開。
- 1978年（昭和53年）9月18日：北惠那鐵道線廢除，此站也被廢除[1]。

## 車站設施
此站是有人車站，設有1面1線的月台，另外也有多條引上線。
站舍是一座木製2層高建築物，2樓是北惠那鐵道總部。

## 現狀
車站遺址變成了王子物料停車場和北惠那交通停車場與車輛檢查工場。現時該車輛檢查工場已關閉和拆毀，變成了由名鐵協商經營的收費停車場。

## 相鄰車站
北惠那鐵道
北惠那鐵道線
中津町－惠那峽口

## 注腳
1. 1 2  今尾惠介《日本鐵道旅行地圖帳》7號 北信越（新潮社、2008年）p.41

## 相關項目
- 日本鐵路車站列表 Na